# نبض الأكسجين
نبض الأكسجين (بالإنجليزية: Oxygen pulse)‏ هو مُصطلح فسيولوجي لامتصاص الأكسجين في كُل ضربة قلبية أثناء الراحة.